# Circaetus beaudouini
Circaetus beaudouini е вид птица от семейство Ястребови (Accipitridae). Видът е световно застрашен, със статут Уязвим.

## Разпространение
Видът е разпространен в Буркина Фасо, Гамбия, Гана, Гвинея, Камерун, Демократична република Конго, Кот д'Ивоар, Мали, Мавритания, Нигер, Нигерия, Сенегал, Судан, Уганда, Централноафриканската република, Чад и Южен Судан.